# ケン・リヴィングストン
ケネス・ロバート・リヴィングストン（Kenneth Robert "Ken" Livingstone、1945年6月17日 - ）は、イギリスの政治家。

## 来歴
イギリス・ロンドンに生まれる。両親は労働者階級に属し、スコットランド出身の父は船員で、母はミュージック・ホールで働いていた。
総合中等学校（en）を中退後、1962年から1970年までフラムのガン研究所で研究員として働く（ここでの彼の仕事は動物実験で使用される動物の世話に関与していた） 。研究所スタッフのほとんどが社会主義者であることを知り、政治に興味を持つようになる。1968年に労働党へ入党。1973年、グレーター・ロンドン・カウンシル議会選挙にノーウッド選挙区から出馬、当選した。
1981年にグレーター・ロンドン・カウンシル議長に就任するが、当時のマーガレット・サッチャー首相と対立してグレーター・ロンドン・カウンシルの廃止を決断させたことは有名である。その後、2000年に新設された初代市長職を2期務めた。
トニー・ブレアと同じ労働党に属するが、"Red Ken"とも呼ばれる党内左派の論客であり、イラク戦争には強硬に反対した。歯に衣着せぬ物言いが支持を集める一方、時に物議を醸す。
2008年5月1日に実施された市長選挙で、ジャーナリスト出身の保守党候補で下院議員のボリス・ジョンソンに敗れ落選した。2012年5月に行われたロンドン市長選挙に再び立候補したが、現職のジョンソンに僅差で敗れ落選した。

## 人物
リヴィングストンはメディアでは強硬左派として扱われており、社会主義者を自認している（ただしマルクス主義には賛同していない）。
対照的に彼の両親は右派であり、後年彼は両親について『労働者階級のトーリー』と述べている 。一方で両親は社会自由主義の観点から、人種差別、同性愛差別には反対していた 。ありふれたアングリカンの家庭で育ったが、リヴィングストン自身は11歳の時にキリスト教および一神教信仰を捨て、無神論者となった。
離婚歴があり、2009年に再婚したエマ・ビールとの間に2子がある。2008年のロンドン市長選挙時、当時交際していたビールとの子以外にも、リヴィングストンがかつての交際相手との間に3子をもうけていたことを暴露された。
趣味は園芸とイモリの繁殖である。

### 物議を醸した発言
率直かつ過激な物言いが度々物議を醸し、メディアを賑わせていた。以下はそのほんの一部である。
- 反イスラエルの急先鋒として知られ、反ユダヤ主義と取られかねない発言も多く、晩年には労働党から事実上追放された（自身は反ユダヤ主義者ではなく、民族浄化を行った疑いのあるアリエル・シャロン首相の存在に反対している、と主張していた）[10]。一例として、執拗に取材を迫るユダヤ人ジャーナリストをナチスの「ユダヤ人強制収容所の看守」呼ばわりした事件があり、強い批判を浴びた。この一件があってか、ニューヨーク市長のマイケル・ブルームバーグ（ユダヤ系）がリヴィングストンに嫌悪感を覚えたとされ、2006年9月にリヴィングストンがニューヨークを訪問した際、ブルームバーグから多忙を理由に面会を拒否された。
- 反米的な発言も多い。イラク戦争には反対の立場を取り、2004年の市長選でアメリカのジョージ・W・ブッシュ大統領を「戦争犯罪人だ」と公に非難した[11]。
- 自分が提案し施行した渋滞税（コンジェスチョン・チャージ）に対し、2005年から50以上の国の大使館が「ウィーン条約で外交官が免除されている直接税だ」と主張し、支払いを途中から拒否し始めた[12]。支払いを2006年に日本大使館がやめたことについてメディアで訊かれた際「戦争犯罪を認められないような連中なのだから、渋滞税のことなど気にも留めないだろう」と言い放ち、日本側が「すでに戦争については謝罪は済んでいるはずだ」と反論する声明を出している[13]。また2006年にも渋滞税に絡んで、ロバート・ホルムス・タトル駐英米国大使を「アメリカから来たクルマのセールスマンでブッシュの手下」と罵倒した[14]。